# Avis urgent aux navigateurs
Un avertissement urgent de navigation, communément abrégé « AVURNAV », est en France, un message de sécurité destiné aux navigateurs et diffusé généralement par radiotéléphonie, par les sémaphores notamment, après appel sur le canal 16 ou sur la fréquence 2 182 kHz, navtex ou Inmarsat, qui concerne des modifications récentes importantes à prendre en compte pour la sécurité de la navigation. Ces modifications peuvent être d'origine accidentelle (disparition de balise, épave,…) ou programmée (chantier sur le domaine maritime, tir d'artillerie…). Elles peuvent concerner l'apparition de dangers, les infrastructures, la topographie et l'hydrographie. En France, le détail de tous les AVURNAV en cours dans une zone donnée peut-être consulté dans les capitaineries des ports attenant à la zone maritime concernée.

## Utilisation
Les changements suivants sont annoncés par des AVURNAV : le déplacement d'un banc de sable, une nouvelle épave, l'extinction puis le rallumage d'un feu ou d'un phare, la disparition d'une balise, la modification de l'apparence d'une balise, la pose provisoire d'une bouée, la présence d'un chantier fixe sur le domaine maritime constituant un risque pour la navigation aux abords de la côte ou au large, une campagne de relevé hydrographique ou sismique (navire à capacité de manœuvre restreinte au sens des règles), un exercice de tir en mer depuis la terre (missile, artillerie), la présence d'une épave flottant entre deux eaux (bille de bois, conteneur, …), des changements affectant le chenal d'accès et plus généralement les abords d'un port, avertissements météorologiques importants, etc.
Sur l'AVURNAV sont indiqués au minimum l'autorité émettrice, la description et la position de l'endroit concerné, la nature de la modification ou du danger et, si elle résulte d'une action programmée, la date de fin.

## Exemples
- Modification de feu : « Corse du Sud - Propriano. Le feu Scogliu Longu (LFDC:69000) signalé en secours. PSN : 41 40,8N – 008 53,9E. »[2]
- Modification de feu (Nouméa) : « Le feu de la balise latérale tribord n°3 du chenal d'accès au port de Boulari est signalé éteint. Ce chenal privé ne figure pas sur les cartes du SHOM, et les feux ne sont pas répertoriés au Livre des Feux. La plus grande prudence est demandée à tous les navigateurs évoluant dans cette zone. »[2]
- Déroulement d'une régate : « Une régate de croiseurs se déroulera du samedi 11 au lundi 13 juin 2011 entre Nouméa, l'Ile Ouen et l'îlot Kouaré . 20 participants sont attendus. Il est demandé aux navigateurs de ne pas gêner cette manifestation et de prendre un large tour. Annuler ce message le lundi 13 juin 2011 à 19 h 00 »[2]
- travaux sous-marins : « Yeu. Travaux sous marins par C/S 'ODYSSEY EXPLORER' du 18 avril au 1er aout 2011 aux positions suivantes : [coordonnées géographiques] Large tour demandé. Annuler ce message le 011800Z AOU 11 »[2]
- Exercices militaires (près de Toulon) : 
  - « Le 16 juin 11 de 0000Z à 1759Z. Un sous-marin a l'immersion périscopique effectuera des exercices de reconnaissance de cote dans la zone délimitée par [coordonnées géographiques] Les navigateurs sont priés de naviguer avec prudence et de s'écarter de cette zone durant cette période. Annuler ce msg le 161759Z JUN 11. » [2]
  - « Le 14 juin 11 de 0900Z à 1359Z, Exercices de lancement de torpilles par sous-marin à la position : [coordonnées] (ZONEX 10-15). Les navigateurs sont pries de naviguer avec prudence et de s'écarter de cette zone durant cette période. Annuler ce msg le 141359Z JUN 11. »[2]
  - « Le 15 juin 11 de 1500Z à 1559Z, Exercices de tirs d'artillerie dans une zone délimitée par: [coordonnées] (ZONEX 52-53-55-61-62). »[2]